# Premochtherus kozlovi
Premochtherus kozlovi là một loài ruồi trong họ Asilidae. Premochtherus kozlovi được Lehr miêu tả năm 1972. Loài này phân bố ở vùng Cổ Bắc giới và châu Á.